# TV 1893 Neuhausen
Der TV 1893 Neuhausen ist ein deutscher Sportverein aus dem Metzinger Stadtteil Neuhausen an der Erms in Baden-Württemberg. Bekannt wurde der Verein vor allem durch seine Handballmannschaft, die vier Saisons in der Handball-Bundesliga spielte.

## Geschichte
Die Handballmannschaft des TV Neuhausen schaffte 1973 erstmals den Sprung in die Südstaffel der damals noch zweigeteilten Bundesliga, stieg aber nach einem Jahr als Tabellenletzter wieder ab. Nach einem weiteren einjährigen Intermezzo in der Spielzeit 1975/76 gehörte der TVN in der Saison 1977/78 als Aufsteiger zu den Gründungsmitgliedern der eingleisigen Bundesliga, musste jedoch wiederum nach nur einem Jahr den Abstieg in damals zweitklassige Regionalliga Süd hinnehmen. Zwei Jahre später musste der Verein auch diese Spielklasse nach unten verlassen und verbrachte anschließend fast drei Jahrzehnte im Amateurbereich.
Nach dem Wiederaufstieg in die viertklassige Oberliga Baden-Württemberg im Jahr 2005 schaffte der TVN zwei weitere Aufstiege binnen vier Jahren und spielte seit 2009 wieder in der 2. Bundesliga und damit erstmals seit über dreißig Jahren wieder auf Bundesebene. Nach zwei achten Plätzen in der 2. Bundesliga Süd hatte sich der TV Neuhausen für die erste Saison der eingleisigen 2. Bundesliga qualifiziert, belegte am Ende dieser Spielzeit den dritten Platz und konnte somit den vierten Aufstieg in die Bundesliga feiern. Der TVN ist damit der Verein mit der größten zeitlichen Lücke zwischen zwei Erstligaspielzeiten in der Bundesligageschichte. In seinen bisherigen drei Bundesligaspielzeiten belegte der Verein immer den letzten Platz.
In der Bundesligasaison 2012/13 trug der Verein seine Heimspiele in der Paul Horn-Arena in Tübingen aus, da die Hofbühlhalle nicht bundesligatauglich war. Die Mannschaft wurde zu dieser Zeit von Aleksandar Stević trainiert. Geschäftsführer der Handballabteilung war bis zum 30. September 2012 Jürgen Zepf. Einen Spieltag vor Saisonende stand die Mannschaft als Absteiger aus der Bundesliga fest, sie spielte damit ab der Saison 2013/14 wieder in der 2. Handball-Bundesliga. In der Saison 2016/17 stieg der Verein aus der 2. Bundesliga in die 3. Liga ab.
Nachdem der Verein in der Saison 2017/18 aus der 3. Liga abstieg, musste die TV Neuhausen Handball-Bundesliga GmbH am 23. Mai 2018 Insolvenz anmelden. Im Juni 2018 gab der Verein bekannt, dass er auf einen Start in der Oberliga Baden-Württemberg verzichtet und damit in der Saison 2018/19 als Absteiger in die Württembergliga feststand. In der Saison 2018/19 nahm der Verein nur mit seiner 2. Mannschaft in der Landesliga am Spielbetrieb teil. Ab der Saison 2019/20 stellte der TV Neuhausen wieder zwei Mannschaften, die am aktiven Spielbetrieb teilnahmen. Nachdem am Ende der Saison 2019/20, die wegen der Corona-Pandemie abgebrochen worden war, die Quotientenregelung durch den Handballverband Württemberg griff, war der TV Neuhausen für die neu geschaffene eingleisige Württembergliga qualifiziert. In der Saison 2021/22 spielt der TV Neuhausen weiter in der Württembergliga.

## Saisonbilanzen
Der TV Neuhausen spielte seit der Saison 2009/10 in der 2. Handball-Bundesliga.
| Saison  | Liga                       | Platz | Sp. | S  | U | N  | Tore          | Diff. | Punkte  |
| ------- | -------------------------- | ----- | --- | -- | - | -- | ------------- | ----- | ------- |
| 2005/06 | Baden-Württemberg Oberliga | 1.    | 30  | 25 | 3 | 2  | 955 : 760     | + 195 | 53 : 7  |
| 2006/07 | Regionalliga Süd           | 2.    | 34  | 24 | 4 | 6  | 968 : 870     | + 98  | 52: 16  |
| 2007/08 | Regionalliga Süd           | 3.    | 30  | 20 | 2 | 8  | 974 : 782     | + 192 | 42 : 18 |
| 2008/09 | Regionalliga Süd           | 1.    | 30  | 26 | 1 | 3  | 947 : 751     | + 196 | 53 : 7  |
| 2009/10 | 2. Handball-Bundesliga Süd | 08.   | 34  | 17 | 3 | 14 | 1023 : 0984   | + 039 | 37 : 31 |
| 2010/11 | 2. Handball-Bundesliga Süd | 08.   | 34  | 18 | 6 | 10 | 1005 : 0921   | + 084 | 42 : 26 |
| 2011/12 | 2. Handball-Bundesliga     | 03.   | 38  | 22 | 6 | 10 | 1114 : 1046   | + 068 | 50 : 26 |
| 2012/13 | Handball-Bundesliga        | 17.   | 34  | 7  | 1 | 26 | 0885 : 1042   | − 155 | 15 : 53 |
| 2013/14 | 2. Handball-Bundesliga     | 07.   | 36  | 19 | 3 | 14 | 0965 : 0941   | + 024 | 41 : 31 |
| 2014/15 | 2. Handball-Bundesliga     | 13.   | 38  | 13 | 7 | 18 | 0979 : 0960   | + 019 | 33 : 43 |
| 2015/16 | 2. Handball-Bundesliga     | 12.   | 40  | 15 | 5 | 20 | 1050 : 1085   | − 035 | 35 : 45 |
| 2016/17 | 2. Handball-Bundesliga     | 19.   | 38  | 7  | 4 | 27 | 1005 : 1095   | − 090 | 18 : 58 |
| 2017/18 | 3. Liga Süd                | 14.   | 30  | 11 | 0 | 19 | 0801 :0839    | − 038 | 22 : 38 |
| 2018/19 | Landesliga                 | 3.    | 26  | 17 | 1 | 8  | 694 : 632     | + 62  | 35:17   |
| 2019/20 | Württembergliga            | 6.    | 19  | 10 | 2 | 7  | 500:482       | + 18  | 22:16   |
| 2020/21 | Württembergliga            | X     |     |    |   |    | Saisonabbruch |       |         |
| 2021/22 | Württembergliga            | 10.   |     |    |   |    |               |       |         |
| 2022/23 | Württembergliga            | 7.    |     |    |   |    |               |       |         |
| 2023/24 | Württembergliga            |       |     |    |   |    |               |       |         |

|  | Aufstieg |
|  | Abstieg  |